# GWR 3001 Class
GWR 3001 Class «Ахиллес» — тип пассажирских экспресс-паровозов, построенных Уильямом Дином на заводе Большой западной жлезной дороги в Суиндоне в 1891—1892 годах.

## Постройка паровозов
Это была кульминационная серия ширококолейных паровозов GWR с осевой формулой 1-1-1, традия использовать которые для пассажирских экспрессов была заложена Дэниелом Гучем за полвека до того выпуском «Северной звезды».
| Год  | Количество | Заказ | Зав. №    | Номера на GWR | Примечания                                                      |
| ---- | ---------- | ----- | --------- | ------------- | --------------------------------------------------------------- |
| 1892 | 20         | 84    | 1221-1240 | 3001-3020     |                                                                 |
| 1891 | 10         | 86    | 1261-1270 | 3021-3030     | 3021-3028 построены как ширококолейные с возможностью переделки |

## Конструкция
Между ведущими колёсами диаметром 7 ф. 9 д. (2360 мм) пространство было ограничено, поэтому паровозы были снабжены котлами сравнительно небольшого диаметра 4 ф. 3 д. (1300 мм). Чтобы получить большую поверхность теплообмена, котлы были удлинены по сравнению с другими, и снабжены высокими топками. Несмотря на закат широкой колеи, новые ширококолейные паровозы требовались, и 8 машин (№ 3021-3028) были построены как ширококолейные, с колёсами снаружи рамы и с возможностью лёгкой переделки на стандартную колею, что и было сделано летом 1892 года после полной перешивки главного хода дороги.
Оказалось, что передняя ость этих паровозов перегружена, и после схода с рельсов в 1893 году было решено подкатить под них передние тележки, и, таким образом, паровозы оказались однотипными с GWR 3031 Class — одной из самых элегантных конструкций поздневикторианских паровозов.